# Nesebărski poluostrov
Nesebărski poluostrov (bulgariska: Несебърски полуостров) är en halvö i Bulgarien. Den ligger i regionen Burgas, i den östra delen av landet, 400 km öster om huvudstaden Sofia.